# Веретал
Веретал (њем. Wehretal) општина је у њемачкој савезној држави Хесен. Једно је од 16 општинских средишта округа Вера-Мајснер. Према процјени из 2010. у општини је живјело 5.347 становника. Посједује регионалну шифру (AGS) 6636014.

## Географски и демографски подаци
Веретал се налази у савезној држави Хесен у округу Вера-Мајснер. Општина се налази на надморској висини од 179 метара. Површина општине износи 39,2 km². У самом мјесту је, према процјени из 2010. године, живјело 5.347 становника. Просјечна густина становништва износи 136 становника/km².

## Међународна сарадња
| Мјесто     | Држава    | Врста сарадње | Од    |
| ---------- | --------- | ------------- | ----- |
| Гант       | Мађарска  | контакт       | 2000. |
|            | Француска | партнерство   | 1992. |
|            | Француска | партнерство   | 1992. |
|            | Француска | партнерство   | 1992. |
|            | Француска | партнерство   | 1992. |
| Вертешомло | Мађарска  | контакт       | 2000. |
| Варгестеш  | Мађарска  | контакт       | 2000. |
| Извор      |           |               |       |